# أندريه لوكونت
أندريه لوكونت (بالفرنسية: André Leconte)‏ هو مهندس معماري فرنسي، ولد في 22 نوفمبر 1894 في لو مان في فرنسا، وتوفي في 1990 في الدائرة التاسعة في باريس في فرنسا.